# Luka Vestergaard
Luka Einar Vestergaard Hansen, född 7 januari 1979 i Pajala församling, Norrbottens län, är en dansk-svensk präst och poet. Han har tidigare verkat som politiker för Miljöpartiet och hjälpte blocköverskridande Klimatalliansen som deras valstrateg och riksdagskandidat i riksdagsvalet 2022. I media har Vestergaard, fd MP, drivit en tämligen skarp linje mot Miljöpartiet i syfte att klargöra att Klimatalliansen inte uppfattar dem som ett hot i riksdagsvalet 2022.
Vestergaard är sedan födseln dansk medborgare och uppvuxen i Lappland. 2003 till 2005 var han språkrör för Miljöpartiets ungdomsförbund, Grön ungdom tillsammans med Zaida Catalán. Den 8 juni 2014 vigdes Vestergaard till präst i Svenska kyrkan av Antje Jackelén, då biskop i Lunds stift. Sedan februari 2020 arbetar Vestergaard i Mariestads församling i Skara stift.